# Woo Hye-rim
Woo Hye-rim (en hangul, 우혜림; en hanja, 禹惠林; Seúl, 1 de septiembre de 1992), más conocida como Hyerim (en hangul, 혜림; también escrito como Hyelim), es una cantante y compositora surcoreana. Fue integrante del grupo femenino Wonder Girls.

## Primeros años
Woo Hye Rim nació el 1 de septiembre de 1992 en Seúl, Corea del Sur. Ella había vivido de Hong Kong durante 14 años. Puede hablar coreano, inglés, cantonés y mandarín con fluidez. Su padre es un gran maestro y promotor de Taekwondo, con el cinturón negro de noveno, el grado más alto de la disciplina.

## Carrera
Es miembro de la agencia "rrr Entertainment".

### Predebut
Originalmente, Hyerim formó parte de un quinteto en formación en 2009. Mientras aún estaban en formación, el grupo voló a China, donde aparecieron en numerosos programas de variedades donde realizaban rutinas de baile y canciones para mostrar su talento a la audiencia china. Como el grupo no tenía un nombre oficial, eran ampliamente conocidas por el público chino como «JYP Sisters» o simplemente como «Sisters». También fueron apodados por JYPE como las «Wonder Girls chinas». Sin embargo, antes de que el grupo pudiese debutar oficialmente, dos de sus integrantes se retiraron, dejando solo a tres miembros, las cuales fueron Hyerim, Jia y Fei, pero estas últimas finalmente se unieron a miss A.

### Wonder Girls y otras actividades
El 22 de enero de 2010, se anunció que se uniría a Wonder Girls, luego de que la integrante Sunmi pusiera su carrera musical en pausa para enfocarse en los estudios. Su debut oficial con el grupo fue el 5 de febrero de 2010, en una actuación en Shanghái.
En 2013, se convirtió en coanfitriona de ua transmisión de radio de EBS English Go Go!. Del 20 de agosto de 2013 al 10 de marzo de 2014, también se desempeñó como presentadora en Pops in Seoul de Arirang TV.
El 24 de junio de 2015, se anunció que Wonder Girls regresaría después de dos años de inactividad, como una banda de cuatro miembros. En agosto de 2015, el grupo publicó REBOOT, un álbum en donde Woo contribuyó a la escritura y producción de tres canciones.
Hyerim lanzó un sencillo en colaboración con Bernard Park titulado «With You» el 3 de abril de 2016, como parte del proyecto JYP Duet Match de JYP Entertainment. En julio del mismo año, Lim contribuyó con composición de dos canciones del EP de Wonder Girls, Why So Lonely.
El 26 de enero de 2017, se anunció que las Wonder Girls se disolverían después de una negociación fallida de renovación de contrato con algunos de sus miembros. Hyerim fue una de los miembros que renovó su contrato con JYP Entertainment. El grupo lanzó su sencillo final «Draw Me» el 10 de febrero; también sirvió como una celebración para su décimo aniversario de debut.

## Vida personal
En marzo de 2020 se reveló que estaba saliendo con el deportista de taekwondo surcoreano Shin Min-chul desde 2013. En abril de ese año se anunció que la pareja estaba comprometida y finalmente se casaron el 5 de julio del mismo año. En octubre de 2021, la pareja anunció que estaban esperando a su primer hijo, a quien le dieron la bienvenida el 23 de febrero de 2022, de cariño es llamado Sarangie.

## Discografía

### Sencillos
| Año                                                                                          | Título                                      | Mejor posición         | Ventas (DL)            | Álbum                  |                        |                        |
| Año                                                                                          | Título                                      | COR Gaon               | Ventas (DL)            | Álbum                  |                        |                        |
| Como artista principal                                                                       | Como artista principal                      | Como artista principal | Como artista principal | Como artista principal | Como artista principal | Como artista principal |
| -------------------------------------------------------------------------------------------- | ------------------------------------------- | ---------------------- | ---------------------- | ---------------------- | ---------------------- | ---------------------- |
| 2011                                                                                         | «Act Cool» (feat. San E)                    | —                      | N/A                    | Wonder World           |                        |                        |
| Colaboraciones                                                                               |                                             |                        |                        |                        |                        |                        |
| 2016                                                                                         | «With You» (con Bernard Park)               | —                      | N/A                    | Sin álbum              |                        |                        |
| Como invitada                                                                                |                                             |                        |                        |                        |                        |                        |
| 2013                                                                                         | «Cry of Love» (3rd Wave Music feat. Hyerim) | —                      | N/A                    | Soldiers of Light      |                        |                        |
| 2014                                                                                         | «Iron Girl» (HA:TFELT feat. Hyerim)         | —                      | N/A                    | Me?                    |                        |                        |
| «─» indica que el lanzamiento no se posicionó en la lista o no se publicó en ese territorio. |                                             |                        |                        |                        |                        |                        |

### Créditos en composición y escritura
| Año  | Álbum                  | Artista               | Canción         | Letras   | Letras                                   | Música   | Música                                   |
| Año  | Álbum                  | Artista               | Canción         | Créditos | Con                                      | Créditos | Con                                      |
| ---- | ---------------------- | --------------------- | --------------- | -------- | ---------------------------------------- | -------- | ---------------------------------------- |
| 2011 | Wonder World           | Wonder Girls          | «Act Cool»      | Sí       | San E                                    | Sí       | San E                                    |
| 2014 | Me?                    | HA:TFELT              | «Iron Girl»     | Sí       | Park Ye Eun y Lee Woo Min «Collapsedone» | Sí       | Park Ye Eun y Lee Woo Min «Collapsedone» |
| 2015 | Reboot                 | Wonder Girls          | «Candle»        | Sí       | Frants y Paloalto                        | Sí       | Frants                                   |
| 2015 | Reboot                 | Wonder Girls          | «Back»          | Sí       | Kim Yu Bin y Lee Sun Mi                  | Sí       | Kim Yu Bin y Lee Sun Mi                  |
| 2015 | Reboot                 | Wonder Girls          | «Oppa» (오빠)   | Sí       | Frants                                   | Sí       | Frants                                   |
| 2016 | JYP Duet Match Project | Bernard Park x Hyerim | «With You»      | Sí       | N/A                                      | Sí       | N/A                                      |
| 2016 | Why So Lonely          | Wonder Girls          | «Why So Lonely» | Sí       | Woo Hye Rim, Kim Yu Bin y Hong Ji Sang   | Sí       | Woo Hye Rim, Kim Yu Bin y Hong Ji Sang   |

## Filmografía

### Películas
| Año  | Título             | Papel        | Notas  |
| ---- | ------------------ | ------------ | ------ |
| 2010 | The Last Godfather | Wonder Girls | Cameo  |
| 2012 | The Wonder Girls   | Ella misma   |        |
| 2014 | Bad Sister         | Park Jae Hee | [ 20 ] |

### Programas de televisión
| Año       | Título                 | Cadena     | Papel                   | Notas                           |
| --------- | ---------------------- | ---------- | ----------------------- | ------------------------------- |
| 2020      | Video Star             | MBC every1 | invitada                | junto a su esposo Shin Min-chul |
| 2020      | Let Us Take Your Order | MBC every1 | invitada                | [ 22 ]                          |
| 2020      | Don’t Be Jealous       | KST        | miembro                 | junto a su novio Shin Min-chul  |
| 2020      | King of Mask Singer    | MBC        | concursó como "Lobster" | (ep. #249)                      |
| 2013–2014 | Pops in Seoul          | Arirang TV | Anfitriona              |                                 |